# Zofia Bajkowska
Zofia Bajkowska (ur. 21 września 1881 w Warszawie – zm. 5 czerwca 1972 w Glasgow), polska aktorka, autorka tekstów kabaretowych i piosenek.
Ukończyła gimnazjum w Warszawie. W czasie I wojny światowej oraz wojny polsko-bolszewickiej organizowała frontowe występy dla wojska. Mocno związana z teatrami i kabaretami m.in. "Qui Pro Quo", "Sfinks" Warszawy oraz życiem warszawskiej cyganerii artystycznej. Nazywana w środowisku teatralnym „Bajkosią”, przez wiele lat współpracowała i przyjaźniła się z Hanką Ordonówną którą wypromowała wraz z Fryderykiem Járosym. Współzałożycielka i członkini Związku Autorów i Kompozytorów Scenicznych.  Autorka licznych tekstów do melodii cygańskich oraz piosenek i melorecytacji. Najbardziej znane jej piosenki: Śnieg (muz. Pierro Arezzo), La Violetera (muz. José Sánchez Padilla), Róża (muz. Dimitrij Sartyńskij-Bej), Śnią kwiaty (muz. Aleksander Sziłowski), Zielona brzózka (muz. Anton Rubinstein), Peruwianka (muz. Rudolf Nelson), Przy kominku (muz. Piotr Batorin), Stary Cygan, Trali-trala, Walc romantyczny (muz. Adam Lewandowski), Destinee, Biedna Colombina, Dawno już zwiędły bzy, Miłość niewyznana (Fabio Jorge Assad Gostaldon) i inne. Występowała także w polskich filmach m.in. "Parada rezerwistów" (1934), "Dorożkarz" (1937) i "Wierna Rzeka" (1936).
W czasie II wojny światowej pozostała w Warszawie i wstąpiła do Armii Krajowej. Była sanitariuszką w Powstaniu Warszawskim. Ranna, przeżyła i dostała się do obozu jenieckiego - Stalagu VI C  w Oberlangen. Po wyzwoleniu obozu przez 1 Dywizję Pancerną gen. Stanisława Maczka mieszkała na emigracji w Wielkiej Brytanii, gdzie zmarła w samotności. Pochowana na St. Peter’s Cemetery w Glasgow.